# シリコンビーチ
シリコンビーチ (Silicon Beach) は、ロサンゼルス郡沿岸部一帯のハイテクパーク。

## 概要
シリコンバレーと並び、数々の新興企業が設立されていて一大集積地として地域の経済発展を支える。産学連携も活発に行われていて数々の新技術が開発されつつある。日本からも企業が進出している。ニューヨークやサンフランシスコに比べるとオフィスの賃料などランニングコストが比較的安く、ハリウッドに近く、作曲家や映像作家、ライターのようなクリエイティブ系の人材が豊富な事も近年、新興企業が集まる要因になっている。シリコンビーチという名称には賛否両論がある。ヴェニスとサンタモニカのビーチ付近で起業が多い。